# Ercole Luigi Morselli
Ercole Luigi Morselli (Pesaro, 19 febbraio 1882 – Roma, 16 marzo 1921) è stato uno scrittore e drammaturgo italiano.

## Biografia
Nato a Pesaro, figlio di Antonio Morselli (un ispettore demaniale originario del piacentino) e Annetta Celli, si trasferì con la famiglia a poche settimane di vita a Modena, dove compì gli studi elementari, poi a Firenze a seguito del padre, che vi morì nel 1895. Studiò nel ginnasio del Liceo classico statale Galileo e poi nel liceo Dante con l'italianista Orazio Bacci. In quell'ambiente divenne amico di Giovanni Papini e Giuseppe Prezzolini.
Morselli iniziò gli studi di medicina nel 1899, poi dopo due anni passò a quelli di letteratura, ma in entrambi i casi senza successo e interruppe gli studi. Negli anni successivi ebbe una vita assai turbolenta, con molti viaggi; quasi senza un soldo con l'amico Federico Valerio Ratti si imbarcò prima per Città del Capo, poi per Buenos Aires, dove si unì a un comitato garibaldino e altri centri del Sudamerica, poi viaggiò anche fino in Inghilterra e in Francia a Parigi.
Dopo il suo ritorno in Italia, giunto a Roma Morselli intraprese la sua carriera letteraria, che fu quasi sempre segnata da notevoli difficoltà economiche, tanto che la madre dovette mantenerlo per lungo tempo. Nel 1907 si sposò civilmente e l'anno successivo gli nacque un figlio. Nel 1910 la sua tragicommedia Orione ottenne grande successo, ma senza che Morselli raggiungesse la stabilità economica almeno fino al 1919, con il successo di Glauco, un dramma rappresentato a Roma.
Lavorò anche per il cinema: dopo essere stato impiegato come comparsa, diresse la Santoni Films e scrisse diversi soggetti cinematografici fra il 1914 e il 1916; fu anche coregista di un film del 1916, che fu però stroncato dalla critica.
Durante gli anni della prima guerra mondiale tornò al teatro. Gli ultimi anni furono segnati da continue difficoltà economiche e dalla tubercolosi. Ricoverato d'urgenza alla clinica Morgagni, un ospedale romano, vi morì nel 1921.
Il suo lavoro ha alla base i miti classici rivisti in chiave moderna. Tra le sue opere le maggiori sono Orione, che ha per protagonista un semidio con desideri molto terreni, e Glauco, che racconta di un pescatore diventato dio del mare che scopre che la felicità non deriva dal potere. Ha rappresentato per la sua epoca una alternativa al mito dannunziano proponendo figure di antieroi. Con il racconto La donna-ragno (1915) è stato inoltre uno dei precursori della fantascienza in Italia. 
Il suo dramma Belfagor venne utilizzato da Claudio Guastalla come soggetto per il libretto dell'opera omonima del 1926 di Ottorino Respighi, il Glauco per l'opera omonima del 1922 di Alberto Franchetti.

## Opere

### Teatro
- Orione, tragicommedia in 3 atti, Teatro Argentina, Roma, 17 marzo 1910
- Acqua sul fuoco, commedia in un atto, Teatro Metastasio, Roma, 31 marzo 1910
- Il domatore Gastone, commedia in un atto, Roma, 1911
- La prigione, dramma in 3 atti, Teatro Carignano, Torino, novembre 1911
- Glauco, Teatro Argentina, Roma, 30 maggio 1919
- Belfagor, "arcidiavoleria" in 4 atti, Teatro Valle, Roma, 19 aprile 1933 (debutto postumo)
- Tutto il Teatro di Ercole Luigi Morselli, a cura di Walter Zidarič, UniversItalia edizioni, Roma 2017

### Raccolte di racconti
- Favole per i Re d'oggi, Roma: Bernardo Lux Editore, 1909
- Storie da ridere... e da piangere, Milano, 1918. Otto racconti, inclusa La donna ragno.
- Il «Trio Stefania», Milano, 1919
- Favole e fantasie, Milano, 1928 (pubblicato postumo)
- L'osteria degli scampoli ed altri racconti, Milano, 1936 (pubblicato postumo)
- Opere in prosa, a cura e con prefazione di Walter Zidarič, Torino, Nino Aragno, 2021

### Traduzioni
- Victor Hugo, Nostra Signora di Parigi, 2 voll., Milano, Istituto Editoriale Italiano, 1914.

## Filmografia
- Effetti di luce, diretto con Ugo Falena (1916)